# Soter (papież)
Soter (łac. Soterius; ur. w Fundi, zm. ok. 174 w Rzymie) – święty Kościoła katolickiego, 12. papież w latach ok. 166–174.

## Życiorys
Soter był synem Konkordiusza. Wg Liber Pontificalis pochodził z Kampanii (Włochy). Zwany jest również Papieżem Miłości. Za pontyfikatu Sotera ponownie wybuchł spór między Kościołem wschodnim a zachodnim o datę świąt Wielkanocy. Za jego też pontyfikatu spór załagodzono, ostatecznie ustalając formę jej świętowania i datę na pierwszą niedzielę po 14 dniu miesiąca nisan. Ogłosił, że małżeństwo jest ważne tylko jako sakrament, pobłogosławione przez duchownego. Zabronił okadzania ołtarza i dotykania obrusów mnichom, którzy nie są kapłanami. Jest autorem listów do wiernych w Koryncie, które zawierają rady i słowa pociechy.
Zwalczał montanistów.
Za czasów papieża Sotera miały miejsce prześladowania przez cesarza Marka Aureliusza. Według tradycji zmarł śmiercią męczeńską, jednak nie ma na to żadnych dowodów. Zmarł w Rzymie, ale nie wiadomo, gdzie został pochowany. Jego życiorysy wymieniają fakt śmierci za wiarę 22 kwietnia 179 roku, jednak brak dokładnych szczegółów.
Jego święto obchodzone jest 22 kwietnia.